# Roel Paulissen
Roel Paulissen (* 27. April 1976 in Hasselt) ist ein belgischer Mountainbiker und vierfacher Olympionike (1996, 2000, 2004, 2008).

## Werdegang
Roel Paulissen gewann bei den Mountainbike-Weltmeisterschaften 1998 am Mont Sainte-Anne die Bronzemedaille im Cross Country-Rennen der U23-Klasse. Fünf Jahre später gewann er seine zweite Bronzemedaille in Rivera, im Rennen der Männer hinter seinem Landsmann Filip Meirhaeghe und dem Kanadier Ryder Hesjedal. Bei den Olympischen Sommerspielen 2004 in Athen verpasste er mit seinem vierten Platz nur knapp die Medaillenränge. Bei den Mountainbike-Marathon-Weltmeisterschaften 2006 in den französischen Hochalpen in Oisans gewann er die Bronzemedaille. 
Im Jahr 2007 holte er sich den Vizeweltmeistertitel bei den Marathonweltmeisterschaften in Verviers (B) und musste sich nur dem Schweizer Christoph Sauser geschlagen geben. 
2008 gewann er die Mountainbike-Marathon-Weltmeisterschaften in Villabassa/Niederdorf in Südtirol und somit erstmals Gold bei Titelkämpfen. Er verwies die beiden Schweizer Christoph Sauser und Urs Huber auf die Plätze zwei und drei. Im Jahr 2009 konnte er im österreichischen Graz seinen Weltmeistertitel verteidigen und wurde nach 2008 zum zweiten Mal MTB-Marathon-Weltmeister. 
Viermal in Folge – 1996, 2000, 2004 und 2008 – startete Paulissen bei Olympischen Spielen. Sein bestes Ergebnis erzielte er 2004 in Athen, als er Rang vier im Cross Country belegte.
Im Juli 2010 wurde bekannt, dass Paulissen beim Belgacom-Grandprix positiv auf Clomiphen getestet wurde. Paulissen wurde darauf von seinem damaligen Team Cannondale mit sofortiger Wirkung entlassen.
Seit 2013 ist Roel Paulissen wieder als Radsportler aktiv. 
Roel Paulissen lebt seit 2006 im Pustertal in Südtirol (Italien). Er führt zusammen mit dem ehemaligen MTB-Rennfahrer Johann Pallhuber das Bike-Geschäft RH Racing. Zusammen führen sie auch das gleichnamige MTB-Team „RH Racing Cannondale Team“. 
Paulissen wie Pallhuber nehmen weiterhin durchaus erfolgreich an MTB-Marathons teil. Paulissen gewann viele regionale MTB-Rennen, wie auch 2015 und 2016 die beiden ersten Ausgaben des Ortler Bike Marathons, die Vecia Ferovia (von Auer über den San Lugano Pass) oder den Kronplatz-King-Marathon in den Dolomiten.

## Teams
- 2001 Lotto-Adecco
- 2004 Jong Vlaanderen 2016
- 2005 Bodysol-Win for Life-Jong Vlaanderen
- 2006 Bodysol-Win for Life-Jong Vlaanderen
- 2007 Davitamon-Win for Life-Jong Vlaanderen
- 2010 Jong Vlaanderen-Bauknecht
- 2013 Torpado -Surfing Shop
- 2017 Cannondale RH-Racing